# Ischnopteris fidelis
Ischnopteris fidelis là một loài bướm đêm trong họ Geometridae.